# 极氪

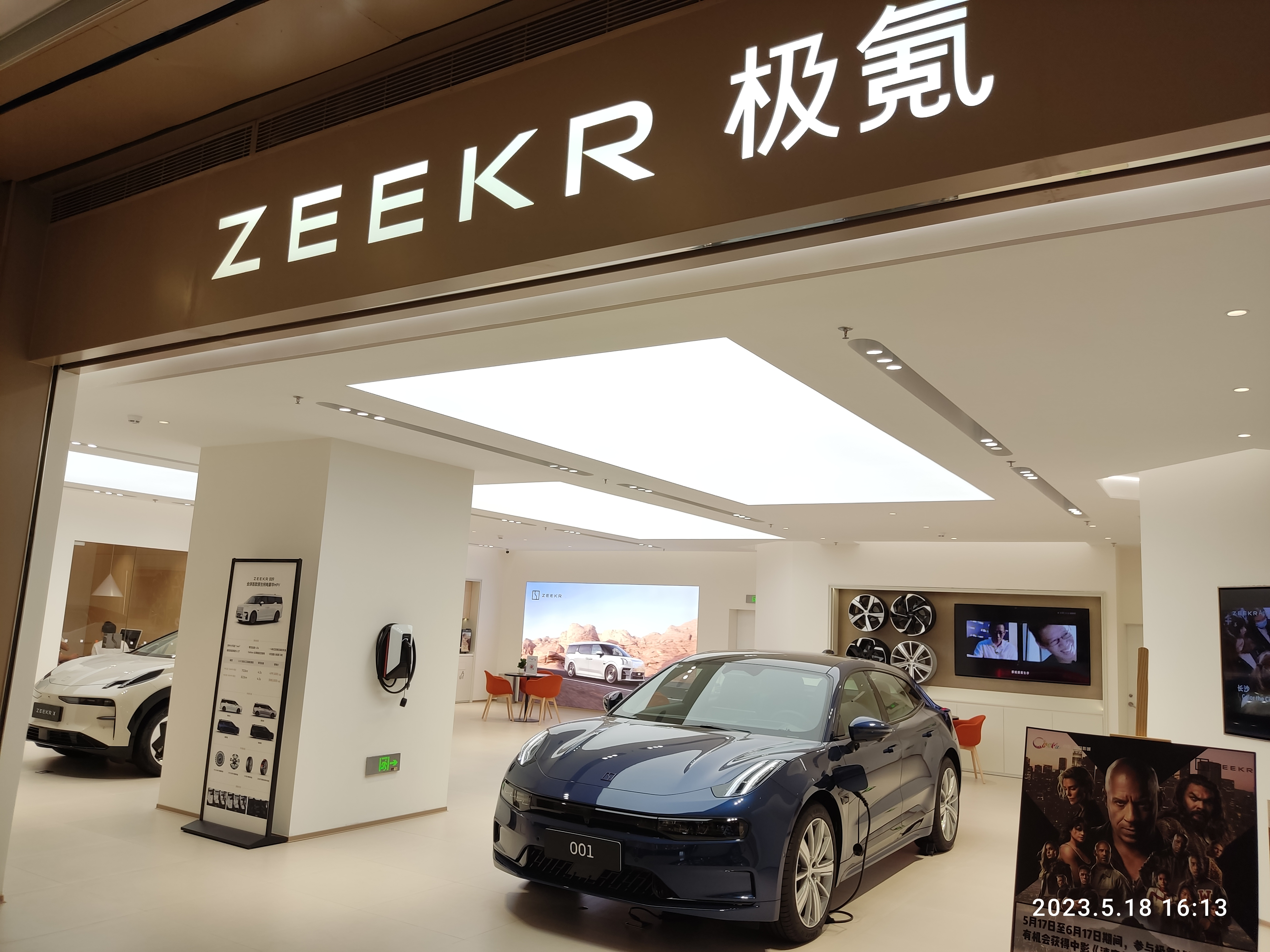
极氪深圳展厅

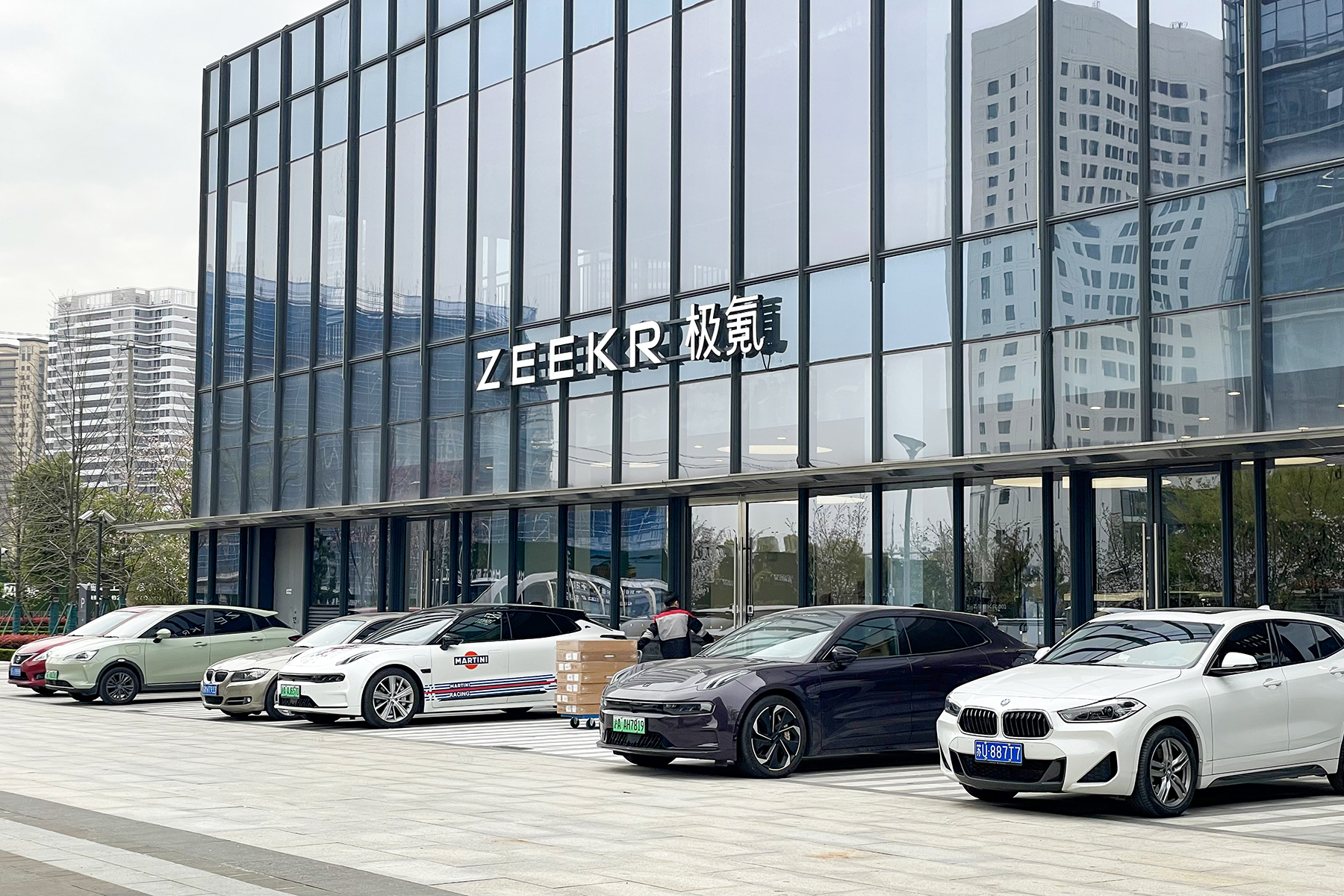
极氪苏州交付中心

极氪（Zeekr，：ZK）又稱极氪汽车，成立于2021年，是吉利控股集团推出的一個豪華电动汽车品牌，2024年在紐約證券交易所上市。
极氪的英文名称由Z世代和极客一词组成，其旗下车型基于吉利SEA浩瀚架构研发。

## 历史
极氪成立于2021年3月23日，前身为吉利姊妹品牌领克新能源电动车事业部，由吉利汽车、吉利控股集团共同投资，吉利创始人、董事长李书福担任极氪董事长，安聪慧担任CEO。該品牌對標蔚来汽车以及特斯拉。极氪用户端的员工70%从外部招聘，30%从吉利汽車内部招聘。
极氪的第一款車型极氪001于2021年4月在上海国际汽车工业博览会上亮相，该车型原先计划以领克名义推出。极氪001于10月19日在宁波杭州湾极氪智慧工厂下线，首批50辆于10月23日开始交付。2022年，极氪001累计在中国大陆超过330个城市交付71,941辆。其旗下子公司极氪能源承担充电站的建设与运营工作，2021年9月28日在杭州落成第一批充电站。截至2023年12月7日，极氪已在136个城市建设850座充电站，其中406座为极充站，数量居中国大陆电动汽车品牌前三。
2021年12月，吉利宣布极氪将与Waymo合作，为美国用戶开发一款全电动、自动驾驶的网约车，该车型于2022年11月推出。2022年1月，极氪与Mobileye達成合作意向，计划于2024年推出全球首款具备L4级别自动驾驶能力的消费级自動駕駛汽車。
2022年8月，极氪与宁德时代达成合作，成为首个搭载宁德时代麒麟电池的汽车品牌。率先搭载麒麟电池的纯电动MPV极氪009于2023年一季度推出，续航可达1000公里以上的极氪001麒麟电池版也于2023年1月推出，惟1000公里续航版本（“千里续航套装”）为限量销售。
2023年12月14日，极氪宣布推出首款自研电池“金砖电池”，将于极氪007上首次搭载。
2024年5月24日，奇虎360与极氪签署战略合作协议。

### 融资与上市
2021年8月27日，极氪宣布引入英特尔资本、宁德时代、哔哩哔哩、鸿商集团和博裕投资为战略投资者，投资总额为5亿美元。2023年2月13日，极氪宣布完成7.5亿美元A轮融资，投资者包括Mobileye创始人兼首席执行官Amnon Shashua、宁德时代、越秀产业基金、通商基金、衢州信安智造基金等。
2022年10月31日，吉利汽车公告称，建议分拆极氪并将其独立上市，惟上市地点、发售规模、价格范围等尚未公布。由于吉利集团旗下品牌的定位不同，同时寻求运营、管理和财务独立性，因此吉利决定分拆上市。同年12月，路透社称，极氪已申请在美国进行IPO，计划最早于2023年二季度上市，惟极氪负责人表示不予置评。
2023年8月25日，中国证监会批准极氪的境外上市备案，此次上市拟发行不超过9.26亿股普通股，在纽约证券交易所上市。11月10日，极氪向美国证券交易委员会递交招股书，惟极氪没有发布发行区间和发行规模。由于市场揣测当时市场疲软，导致极氪赴美IPO计划搁置，极氪对此表示上市规划仍在推进。
2024年3月20日，极氪向美国证监会递交更新后的注册声明。5月3日，极氪向美国证监会递交红鲱鱼招股书。招股书显示，极氪将发行1750万股美国存托凭证，每股ADS相当于10股普通股，发行价为每股ADS18美元至21美元。5月9日，极氪在纽约证券交易所挂牌上市。本次上市亦实现了超额认购，扩大招股规模，累计发行2100万股美国存托凭证，每股ADS股价为21美元，募资约4.41亿美元，若承销商行使其超额配售权则规模扩大至2415万股，相当于5.07亿美元，成为2021年10月以来中国公司在美国规模最大的公开招股。此次招股使极氪的完全摊薄估值为55亿美元。极氪也由此成为吉利系第九家上市公司，同时打破中国新能源汽车品牌从成立至公开上市的最快纪录，整个过程历时仅37个月（3年零1个月），快于此前已上市的蔚来、小鹏、理想和零跑。

### 海外布局
2023年4月18日，极氪宣布进入欧洲市场，以直营模式销售，于年内首先进入瑞典和荷兰市场。7月10日，极氪与以色列联合集团签署协议，将于2023年第四季度在以色列推出极氪001和极氪X。
2023年下半年，欧洲版极氪001、极氪X从宁波杭州湾极氪智慧工厂出厂后发往欧洲，并在荷兰、瑞典完成交付，累计销量超过4000辆。极氪出口至欧洲的车型均符合欧洲E-NCAP五星安全标准，其车机系统亦符合欧洲法规，提供9国语言及欧洲32国地图导航服务。
2024年3月，极氪001、极氪X进入阿联酋、沙特市场销售。预计在2024年内，极氪的欧洲市场布局将增加至8个国家，2026年覆盖大部分西欧地区；预计到2024年底，极氪销售网络将实现全球50个国家和地区的覆盖，同时进入东南亚、中东、南美、澳洲等市场。2024年8月，副总裁陈禹在接受日本经济新闻采访时宣布，品牌将于2025年进军日本。
2024年6月19日，多家俄罗斯媒体告知，中国经销商已被禁止向俄罗斯销售极氪电动汽车，并公开该公司的一封正式信函称，这些限制将于6月30日后开始实施。部分俄罗斯汽车经销商在证实收到信函的同时与美国二次制裁的风险联系起来，并指出尽管极氪并没有进行官方销商，但对已生产和大量进口的公司而言，用于维修汽车的零部件供应将更加昂贵。这一影响也到了白俄罗斯，白俄罗斯进口商之一Westmotors表示，他们还收到了中国合作伙伴的通知，从7月1日起将禁止以平行进口的方式交付。观察认为，制造商吉利集团正在寻求欧洲市场发展品牌的同时不想受到制裁，因此将停止向俄罗斯和白俄罗斯出口汽车。

### 公司重整与私有化
以混动产品为主力的姊妹品牌领克，在2024年突然宣布进入纯电市场。其首款纯电车型Z10采用与极氪001和007相同的吉利浩瀚架构，价格更与同为轿车的极氪007相近；但由于极氪007搭载更先进的三电系统，加上同期有多款其他品牌的轿车上市，导致领克Z10市场表现并不佳。与此同时，极氪方面亦在同年7月称不排除未来会推出混动车型，引发外界对于两品牌间内部竞争的担忧，吉利高层亦开始重视这一问题。2024年9月，吉利控股集团发布《台州宣言》，明确将进一步明晰各品牌定位，减少利益冲突与重复投资，提升集团运营效率。
2024年11月14日，吉利控股宣布对极氪、领克股权结构进行优化，以推动极氪和领克进行全面战略协同。极氪将以36亿元（人民币，下同）向吉利控股购买其所持有的领克20%的股权，以54亿元收购沃尔沃持有的30%领克股份，同时向领克再注资3.67亿元，届时其所持领克股份将达到51%。而吉利控股将向吉利汽车转让其所持有的11.3%极氪股份，届时吉利汽车对极氪的持股比例将增至约62.8%。同日，沃尔沃公告确认相关交易，预计完成交易的2025年第一季度时支付70%，交易完成一年后支付剩余30%及利息。科技媒体36氪报道称，未来极氪将继续由现CEO安聪慧统筹管理；领克品牌继续存在，但团队及品牌战略将与极氪融合。
2024年12月3日，極氪與領克戰略整合後，「浙江極氪智能科技有限公司」的公司主體沒有發生變化，合併後新公司簡稱為「極氪科技集團」，旗下擁有極氪汽車、領克汽車雙品牌。
2025年5月7日，吉利汽车发布公告，拟以每股极氪2.57美元或每股美国存托股票25.66美元的价格收购除吉利集团实益拥有者外的极氪所有股份，若交易完成极氪将从纽交所退市，实现私有化。此次交易将实现《台州宣言》“回归一个吉利”的目标。

## 设施
极氪在中国宁波、杭州、上海以及瑞典哥德堡设有研发中心，另外在哥德堡设有全球设计中心。由于经验丰富的销售专业人员更加集中，极氪的欧洲总部和销售办事处由瑞典哥德堡迁至荷兰阿姆斯特丹。
极氪首个工厂位于浙江省宁波市前湾新区（慈溪市），于2018年开工，2021年9月正式投产，占地面积约2000亩，年产能30万辆，以“智能、绿色”为特色。除此之外，吉利旗下的成都工厂和宁波梅山工厂亦生产极氪车型。

## 车型

### 现存量产车型
- 极氪001（2021年至今）：猎装轿车，另设有高性能版本极氪001 FR[1]
- 极氪X（2023年至今）：紧凑型SUV[1]
- 极氪7X（英语：Zeekr 7X）（2024年至今）：中型SUV[1]
- 极氪007（2023年至今）：紧凑型轿车[58]
- 极氪009（2023年至今）：全尺寸豪華MPV[1]
- 极氪Mix（英语：Zeekr Mix）（2024年至今）：紧凑型MPV[59]
- 极氪9X（英语：Zeekr 9X）（2025年發佈）：大型豪華SUV
- 研发代号为“CM1e”的自动驾驶汽车[60]

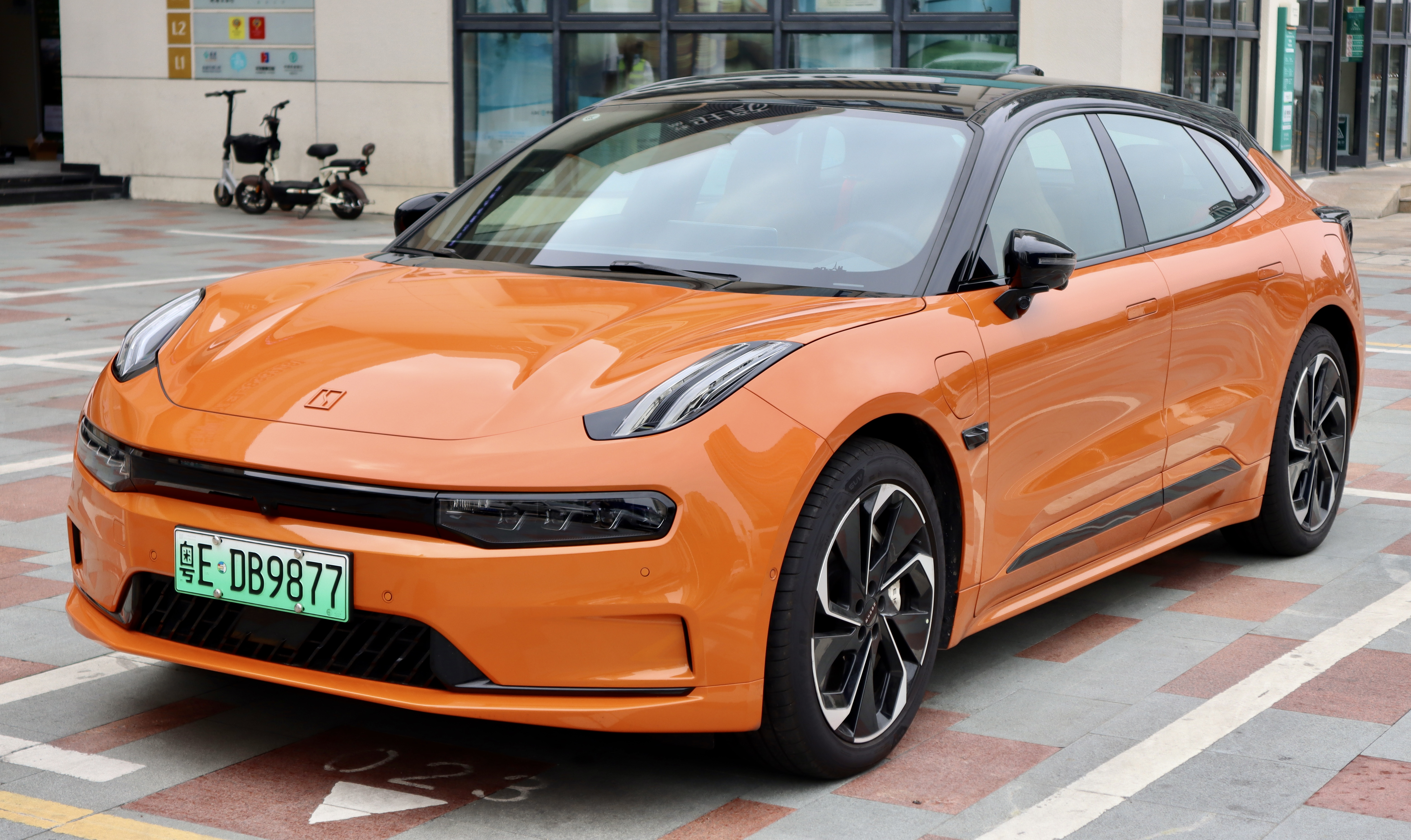
极氪001
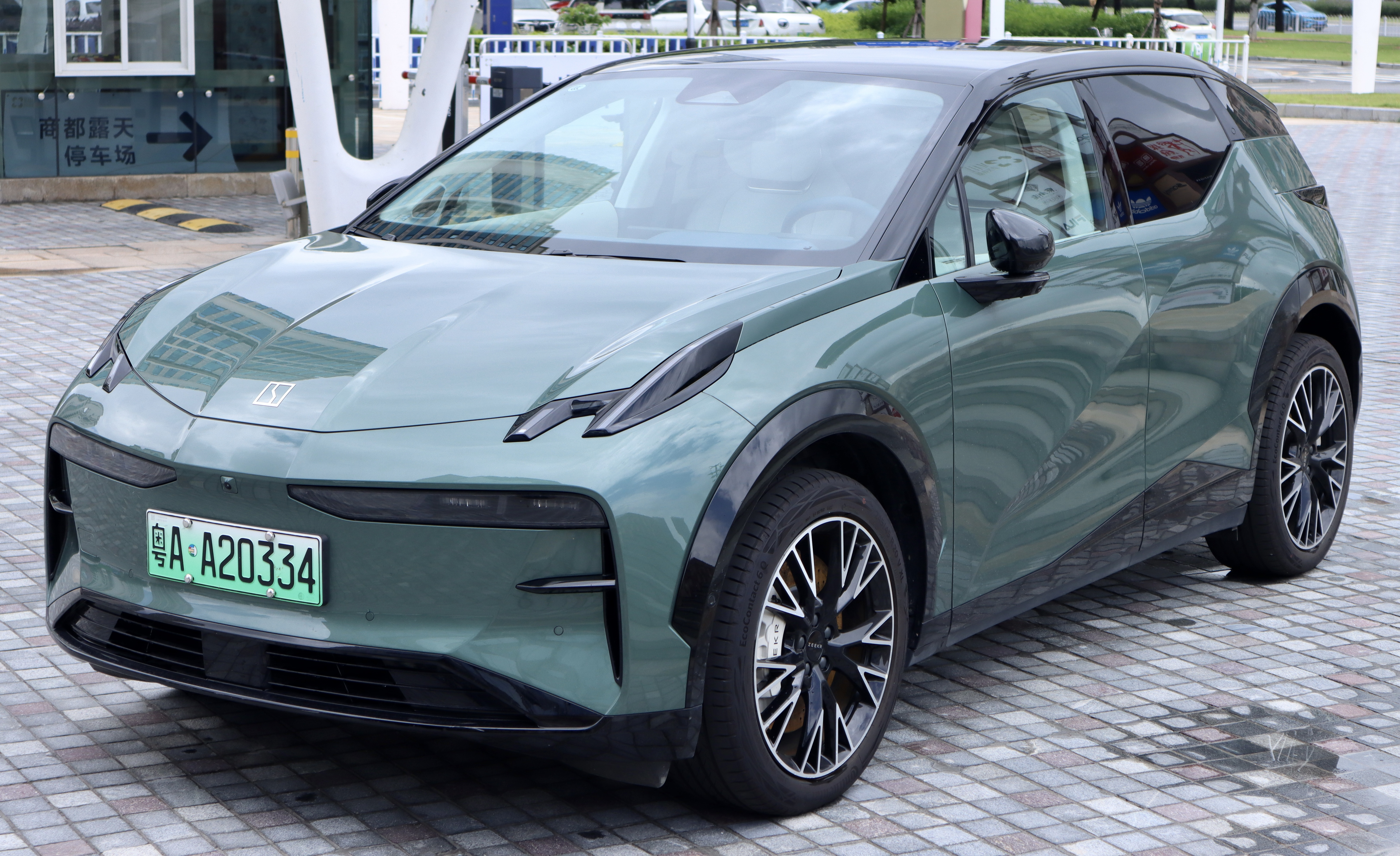
极氪X
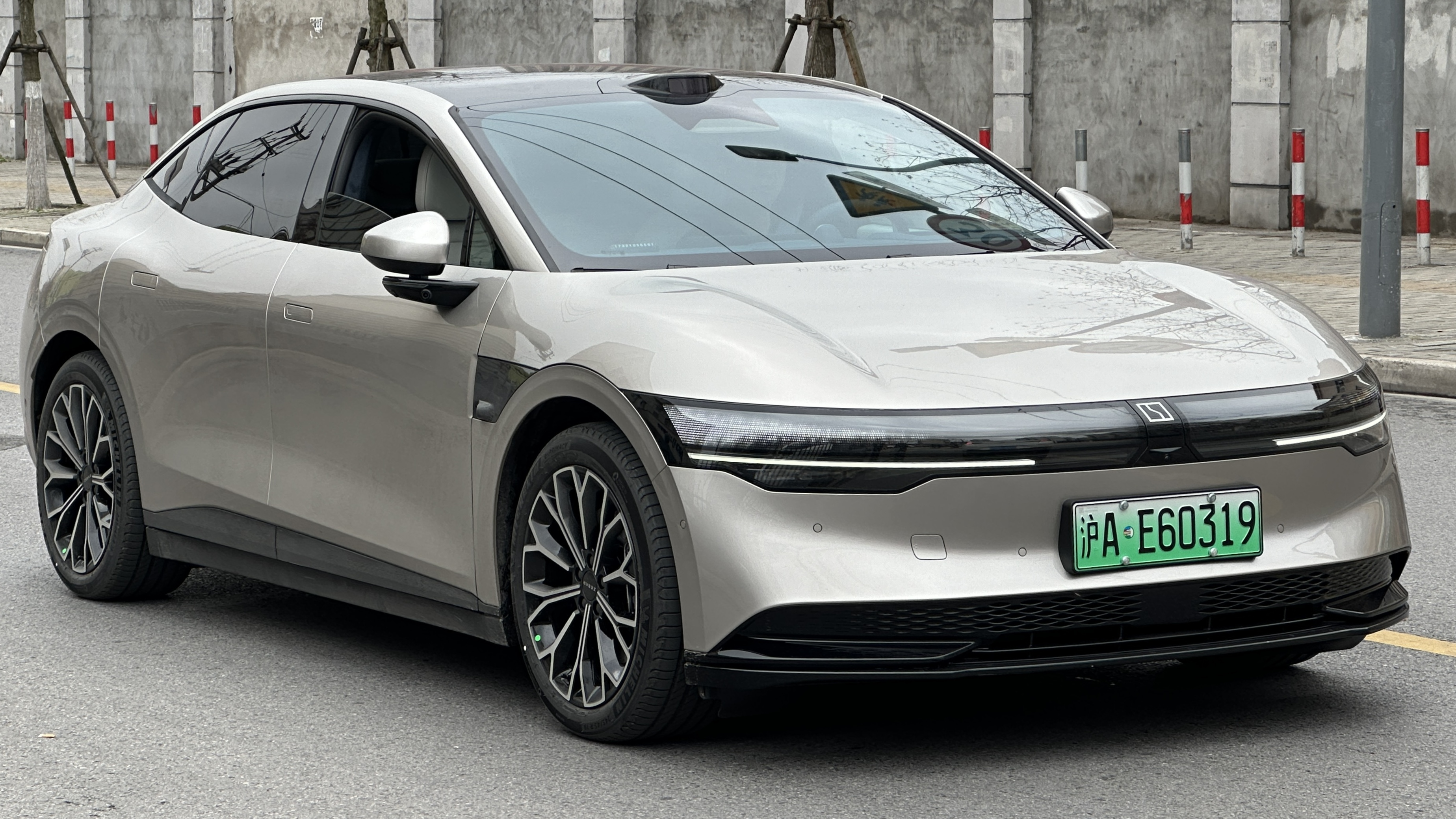
极氪007
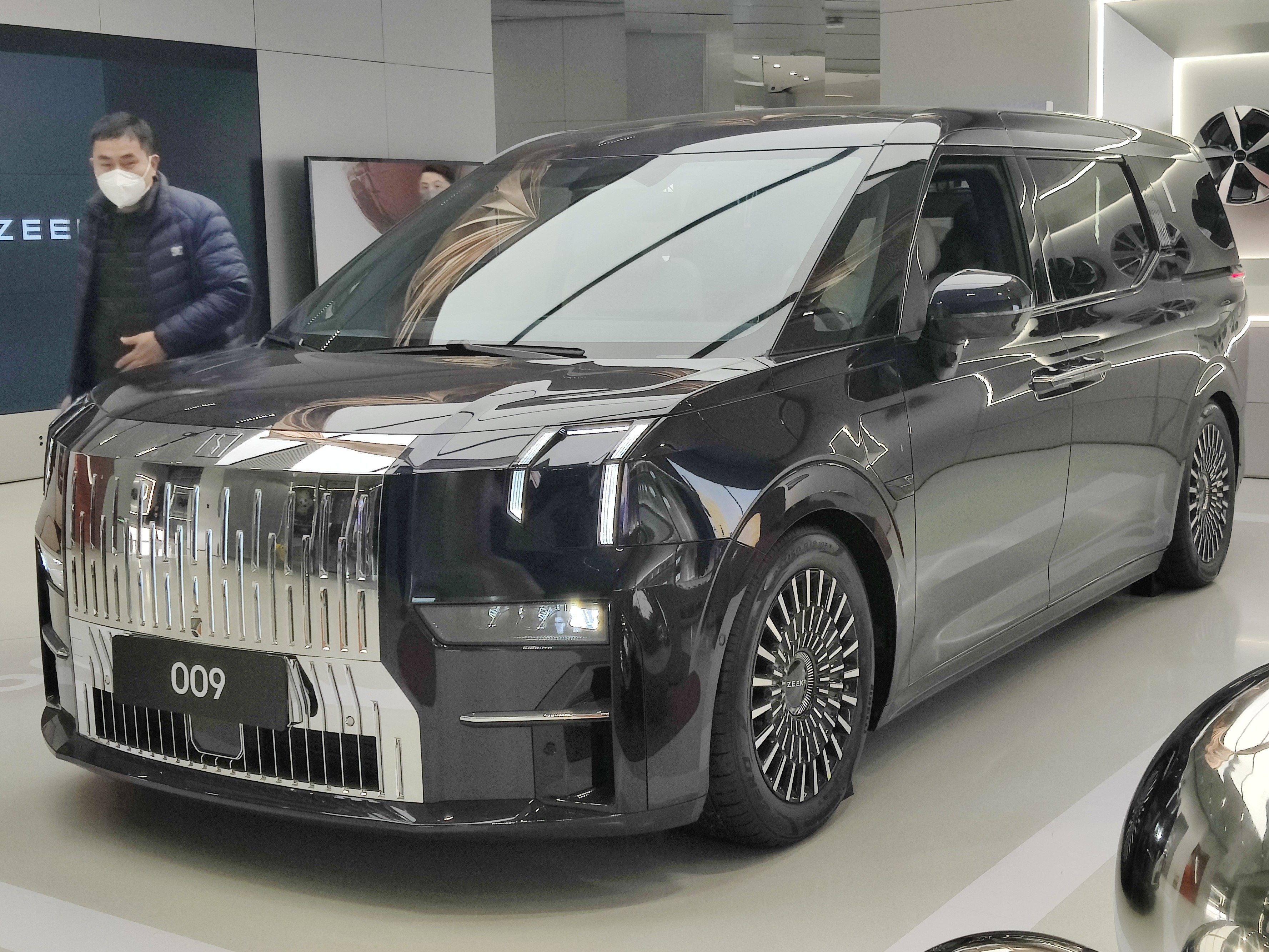
极氪009
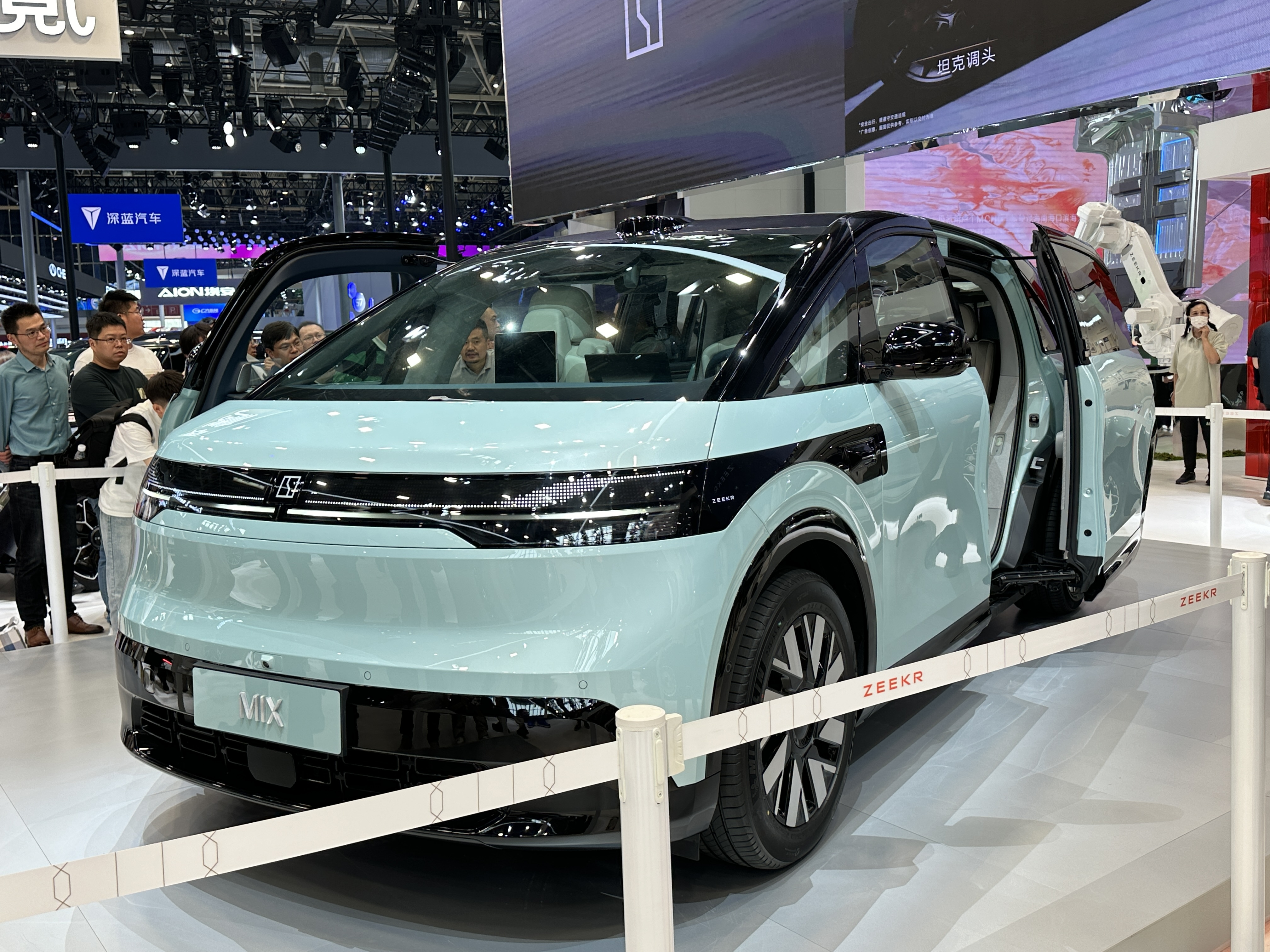
极氪Mix
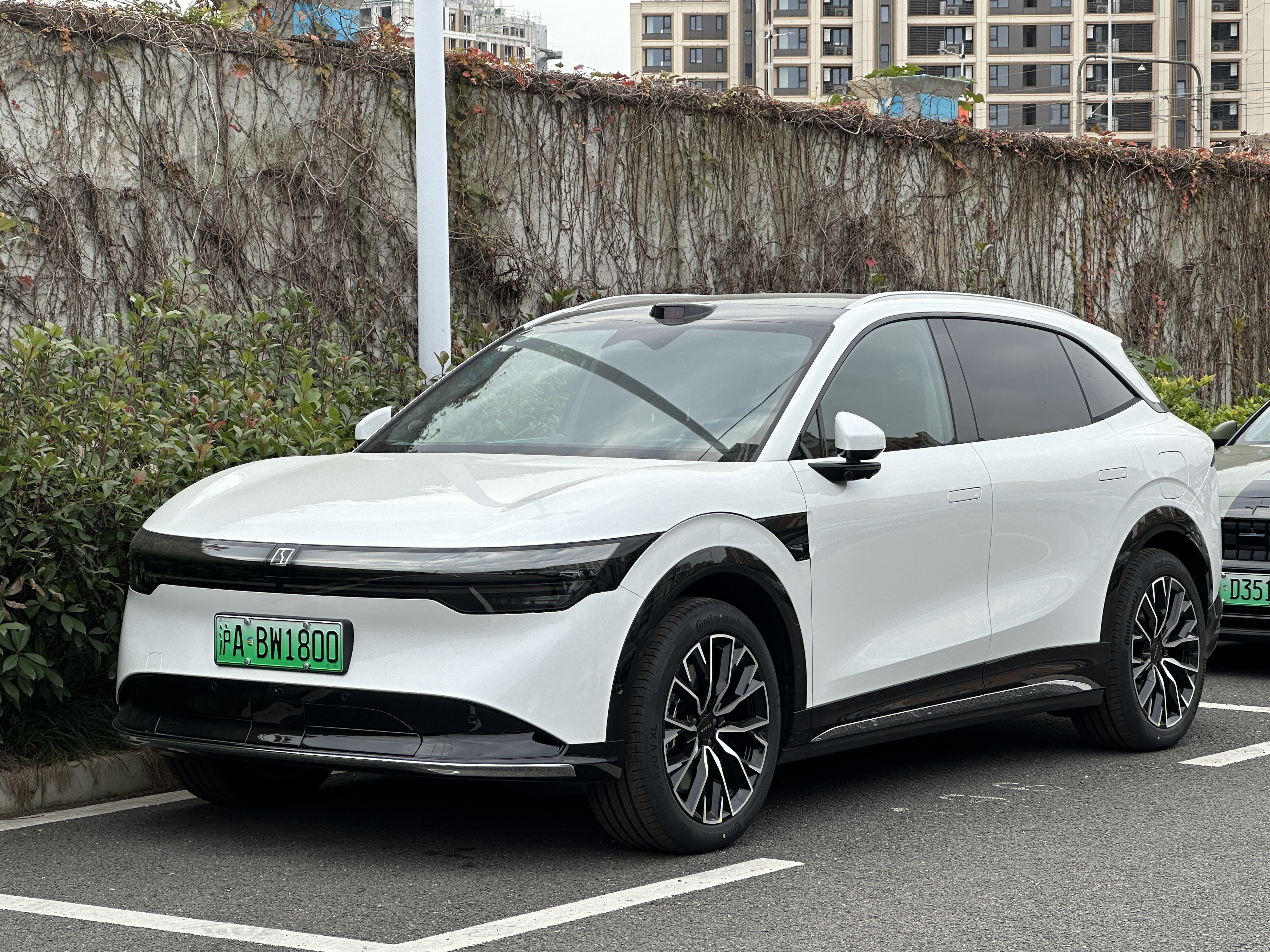
極氪7X
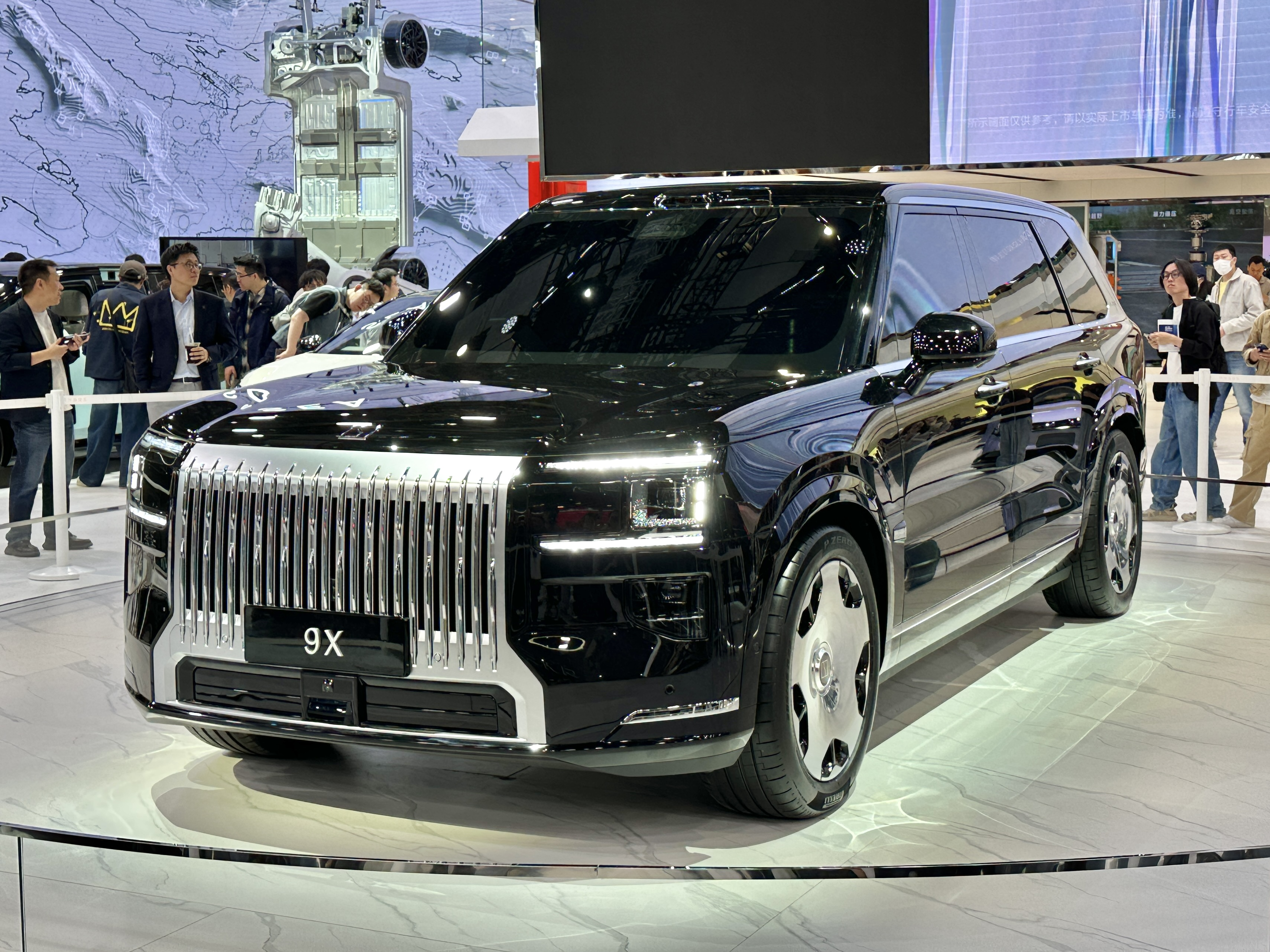
极氪9X

### 概念车
- 极氪M-Vision（2021年）[61]

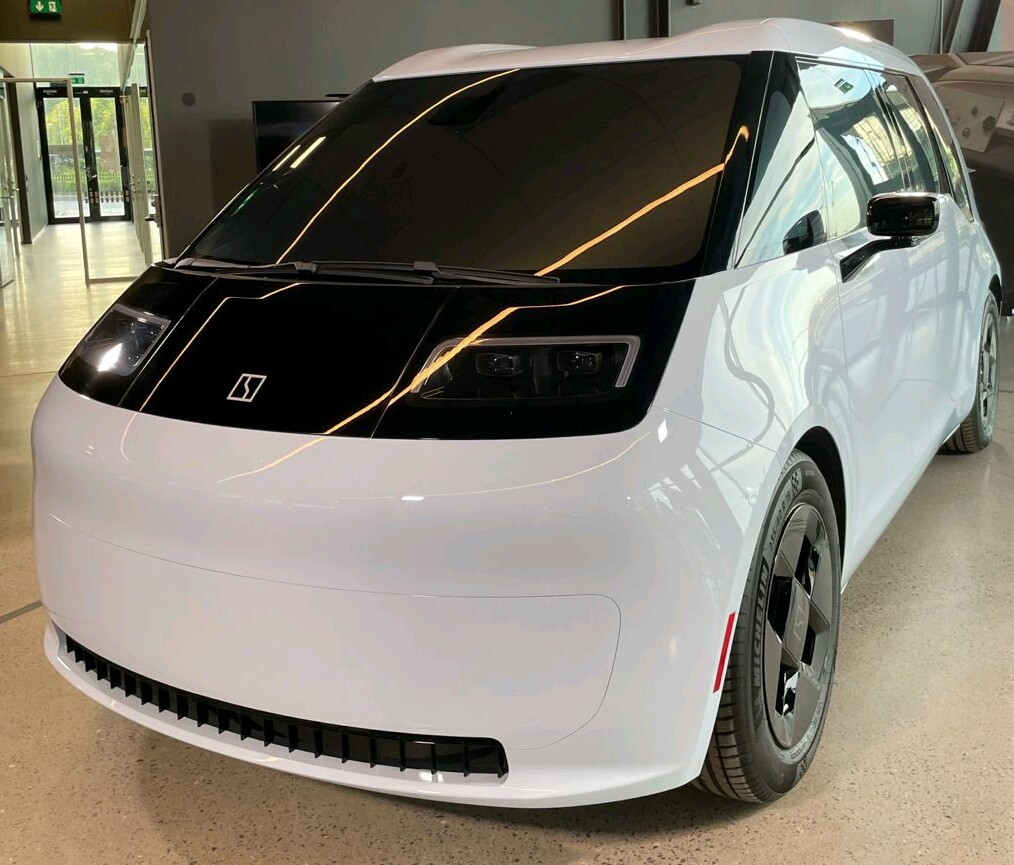
极氪M-Vision

## 历年销量
截至2023年4月25日，极氪累计交付突破10万辆；2024年1月8日突破20万辆，成为中国大陆20万元以上国产高端纯电车销量第一的品牌。
| 年份 | 总销量  |
| ---- | ------- |
| 2021 | 6,007   |
| 2022 | 71,941  |
| 2023 | 118,685 |

## 争议事件
2024年8月13日，极氪召开新品发布会，推出2025款极氪001和极氪007。由于2024款的极氪001于2024年2月发布，同年7月极氪更高调辟谣“极氪001将于7月底发布改款”的消息；然而8月便推出搭载自研智驾方案的更新版本，引发部分2024款车主的不满，于是赴杭州极氪总部进行抗议，要求免费升级为2025款智驾方案，以及补偿损失与差价。8月14日晚，极氪通过官方微博发布答用户问，回应车主问题。对于补偿政策，极氪表示将为老车主提供价值1万元的购车抵用券，但车主对此并不满意。由于2024年内用户所购买到的极氪001可能有2023款、2024款或2025款三个版本，极氪的产品更新频率被网民戏称“一年磨三剑”。